# Mimeteatret (Odense)
55°23′40.41″N 10°22′46.62″Ø / 55.3945583°N 10.3796167°Ø
Mimeteatret i Odense, beliggende i Vestergade 95, er Danmarks eneste mimeteater. Teatret drives af Mime-Gert (Gert Pedersen).
Teatret opfører klassisk mime, sort teater samt eksperimenterende mime med tale. Mimeteatret er desuden et meget benyttet kulturhus, der benyttes til trylleshows, teater, foredrag og spillested for lokale musikere.
I foråret 2013 flyttede Mimeteatret til nye lokaler i Skt Hans Gade 26 i Odense C og er overgået til turneteater og turnerer over hele verden.
Siden da har Mimeteatret også indgået et tæt samarbejde med Asguer Zap Showteater og spiller sammen forestillingerne Mito og Dito - og Juleballaden

## Ekstern henvisning
- Teatrets websted
- [//da.wikipedia.org/w/index.php?title=Wikipedia:Artikler_med_d%C3%B8de_eksterne_henvisninger&dwl=http://www.boerneteateravisen.dk/svaert-at-finde-en-grimasse.html Webside ikke længere tilgængelig], Søg i webarkiv:  [http://wayback.web.archive.org/web/*/http://www.boerneteateravisen.dk/svaert-at-finde-en-grimasse.html Artikel om teatrets problemer omkring mistet økonomisk støtte]